# Jan Jambon
Pour les articles homonymes, voir Jambon (homonymie).
Johan Jambon, dit Jan Jambon, parfois francisé en Jean Jambon,, né le 26 avril 1960 à Genk, est un informaticien et homme politique belge, membre de la Nieuw-Vlaamse Alliantie (N-VA).
Il est plusieurs fois ministre au niveau fédéral belge et régional flamand : vice-Premier ministre et ministre fédéral de la Sécurité et de l'Intérieur, chargé de la Régie des Bâtiments, au sein du gouvernement Michel I (du 11 octobre 2014 au 9 décembre 2018), ministre-président flamand du gouvernement Jambon (2 octobre 2019 au 30 septembre 2024) et vice-Premier ministre, ministre des Finances, de la Lutte contre la fraude fiscale, des Pensions, de la Loterie nationale et des Institutions culturelles dans le gouvernement De Wever (à partir du 3 février 2025).
Il est, en outre, bourgmestre de la commune de Brasschaat.

## Biographie
Diplômé en informatique de la Vrije Universiteit Brussel, il obtient un master en administration des affaires à l'université d'Anvers. Il commence sa carrière professionnelle chez IBM puis se tourne vers la gestion des ressources humaines, travaillant notamment pour l'éditeur du Standaard, du Nieuwsblad et du Volk mais aussi comme sous-directeur régional de Creyfs. En 2002, il est directeur de Bank Card Company ; il a de bons contacts avec le Voka et la  Vlaamse Management Associatie.

### Engagement dans le mouvement flamand
Jan Jambon débute en politique dans le Volksuniejongeren et dans l'aile droite de la Volksunie. Il quitte ce parti en 1988 après l'élargissement voulu par Hugo Schiltz et Jaak Gabriëls, et passe avec Peter De Roover au Vlaamse Volksbeweging (VVB). À la même époque, il participe à la création de la section Vlaams Blok à Brasschaat . Au milieu des années 1990, il participe à la politisation du pèlerinage annuel de Dixmude.
En 1992, il est co-auteur avec Peter de Roover du livre Vlaanderen staat in Europa et devient membre du groupe de réflexion indépendantiste In de Warande.
Durant plusieurs années, il est président du Centre de réflexion des associations flamandes (en néerlandais : Overlegcentrum van Vlaamse Verenigingen) ainsi que membre de la direction du Vlaamse Volksbeweging (Mouvement populaire flamand), un mouvement séparatiste revendiquant l'indépendance de la Flandre dont il a été élu trésorier en octobre 1998 avant d'en devenir secrétaire administratif et politique. Le 5 mai 2001, il prend la parole au nom du Vlaamse Volksbeweging lors d'une réunion jubilaire du Sint-Maartensfonds, organisation fondée par d'anciens volontaires flamands de la Légion flamande (partis se battre sur le front de l'Est avec les troupes allemandes) ; la présence du ministre Johan Sauwens à cette même réunion, mise en évidence par les médias flamands, force ce ministre à démissionner du Gouvernement flamand en mai 2001 alors même qu'il est établi qu'il avait quitté la séance après avoir entendu Jan Jambon affirmer que les Flamands n'ont pas à présenter des excuses pour leur collaboration avec l'occupant allemand.

### Carrière politique
Le 18 février 2006, Jan Jambon quitte le Vlaamse Volksbeweging afin de s'engager pour l'indépendance de la Flandre au sein du parti nationaliste et séparatiste Nieuw-Vlaamse Alliantie (N-VA). Il fonde la section locale de ce parti à Brasschaat et en devient en 2007 échevin des finances et de l'économie. La même année, il est candidat sur la liste CD&V/N-VA au Parlement fédéral et obtient 9 099 voix de préférence.
Il succède à la Chambre à Kris Peeters à partir du 28 juin 2007. Lors des élections de juin 2010 et de mai 2014, il est réélu en tant que leader de la N-VA pour Anvers et devient chef de ce parti au Parlement.
Il cumule les mandats à diverses reprises ; c'est un membre essentiel des groupes de réflexion Res Publica et Libera ! et il est membre du Marnixring, un club de service dont il est pendant un temps membre du conseil d'administration.
Nommé bourgmestre de Braschaat en 2012, il devient le 11 octobre 2014, vice-premier ministre et Ministre fédéral de la Sécurité et de l'Intérieur, chargé des Grandes Villes et de la Régie des Bâtiments dans le gouvernement Michel, premier gouvernement fédéral à intégrer la N-VA. Le 21 mai 2015, il laisse la charge de la politique des Grandes Villes à Elke Sleurs,.
Jan Jambon présente sa démission après les attentats du 22 mars 2016 à Bruxelles mais elle est refusée par le Premier ministre Charles Michel.
Depuis 2016, il s'engage également contre le mal logement et souhaite en faire une cause nationale. Il dénonce les logements insalubres, et s'en prend notamment aux sites de petites annonces en ligne qui, selon lui, permettent aux marchands de sommeil de louer des taudis.
Le 8 décembre 2018, en raison du différend qui oppose son parti aux autres partis de la majorité, Jan Jambon démissionne en même temps que les autres ministres nationalistes. Il est remplacé par Pieter De Crem,,,.
En janvier 2019, il annonce qu'il est candidat au poste de Premier ministre lors des élections fédérales de mai 2019, alors que Bart De Wever est candidat au poste de Ministre-président flamand. Il est élu à la Chambre des représentants avec 187 826 voix dans la circonscription d'Anvers. Le 12 août 2019, il est nommé formateur du Gouvernement flamand regroupant, dans une coalition, la N-VA, le CD&V et l'Open VLD et donc pressenti pour occuper le poste de Ministre-président flamand. En octobre 2019, il devient le nouveau ministre-président flamand du gouvernement Jambon.
En novembre 2019, il prend position sur le budget de la culture, réduisant celui-ci de près de 60 %. Cette décision provoque l'indignation des artistes flamands et wallons.
Dans un contexte de propagation du coronavirus en Belgique, il déclare vouloir voir davantage de gens au travail, notamment dans les secteurs de la construction et des titres-services, où le mécanisme du chômage temporaire est, selon lui, trop rapidement demandé. Le gouvernement flamand a également fait savoir qu'il n'avait par l’intention d’élargir le système d’indemnités.
En août 2020, les révélations autour de l'affaire Jozef Chovanec mènent à une controverse politique centrée sur Jan Jambon, qui était Ministre fédéral de la Sécurité et de l'Intérieur au sein du gouvernement Michel I lors de l'évènement. Les critiques portent en particulier sur sa communication à propos de ce qu'il savait de cette affaire,. Jan Jambon donne une conférence de presse pour clarifier ce qu'il savait des faits à l'époque,, lors de laquelle il affirme qu'il n'a pas commis d'erreur en-dehors de sa communication et rejette les appels à la démission,.
Les sondages d'opinion indiquent que sa popularité ne dépasse pas 20% en 2021.
Le 3 février 2025, Jan Jambon revient à l’échelon fédéral dans le gouvernement De Wever, étant désigné vice-Premier ministre, ministre des Finances, de la Lutte contre la fraude fiscale, des Pensions, de la Loterie nationale et des Institutions culturelles.

## Polémiques

### Déclarations sur la collaboration
Trois jours après sa nomination comme ministre fédéral, en octobre 2014, il essuie les critiques de l'opposition où certains vont jusqu'à demander sa démission en raison de ses déclarations sur la collaboration avec les nazis pendant l’occupation de la Belgique. Dans une interview à La Libre Belgique, il ne la condamne pas mais la qualifie d'erreur, affirmant que les collaborateurs avaient leurs raisons : « La collaboration a été une erreur. Le mouvement flamand a été isolé pendant des dizaines d’années. Mais c’est plus facile à dire après. Les gens qui ont collaboré avec les Allemands avaient leurs raisons. Moi, je ne vivais pas à cette époque-là. »  Par communiqué à l'agence Belga, Jan Jambon critique « l'exploitation malhonnête » de ses propos mais ceux-ci passent mal, notamment chez les francophones et sont épinglés tant par les organisations juives que par la Ligue des droits de l'homme, créant un malaise que note la presse étrangère.
Il a également été pris en photo en train d'assister à un discours de Jean-Marie Le Pen en Belgique et a pris la parole en 2001 lors du 50e anniversaire du Sint-Maartensfonds, une association d’anciens collaborateurs flamands partis se battre aux côtés de l’Allemagne nazie sur le front de l’Est pendant la Seconde guerre mondiale.

### Propos jugés xénophobes
Il est parfois accusé de flirter avec la xénophobie, appelant par exemple à faire sortir « les Wallons de leurs hamacs » ou affirmant qu'« une partie significative de la communauté musulmane dansait » après les attentats à Bruxelles de mars 2016.